# USS Putnam (DD-757)
O USS Putnam (DD-757) foi um Destroyer norte-americano que serviu durante a Segunda Guerra Mundial.

## Comandantes
| Comandante                             | Data                                        |
| -------------------------------------- | ------------------------------------------- |
| Cdr. Frederick Vantyne Holbrook Hilles | 12 de Outubro de 1944 - 9 de Agosto de 1945 |
| Cdr. Louis Lefelar                     | ??? - Setembro de 1945                      |
| Cdr. George Dewey Hoffman              | Agosto de 1946 - Julho de 1947              |